# Diego Rodríguez Fernández
Diego Rodríguez Fernández (va néixer el 20 d'abril 1960 a La Orotava, Tenerife) exfutbolista canari que jugava com a defensa central, desenvolupant la seva carrera en els equips de la capital andalusa: primer, en el Real Betis, i després en el Sevilla FC. Diego sempre va ser motiu de polèmica, però es va imposar com el central més carismàtic dels 90 a Sevilla.
Va ser internacional amb la selecció espanyola amb motiu de l'Eurocopa 1988 que es va disputar a l'Alemanya Federal.

## Clubs
| Club        | Any       |
| ----------- | --------- |
| Reial Betis | 1982-1988 |
| Sevilla FC  | 1988-1996 |